# Двата чучура
„Двата чучура“ (по-познат на местните като „Кринчовица“) е язовир в Южна България.
Разположен е в област Ямбол, в западните покрайнини на град Ямбол. Създаден е през 1967 г. Непосредствено на юг от язовира е обособена вилна зона „Курткая“. През 2015 г. е зарибен със 150 000 шарана.